# Чирпан, Хаты
Хаты Чирпан (тур. Hatı Çırpan; 1890 — 21 марта 1956), также известная как Саты Кадын (тур. Satı Kadın) — турецкий политик, одна из первых женщин-членов Великого национального собрания Турции, избранная на всеобщих выборах 1935 года.

## Биография
Непосредственно перед Вторым языковым конгрессом (тур. İkinci Türk Dil Kurultayı), проводившимся с 18 по 23 августа 1934 года, 16 июля, президент Мустафа Кемаль Ататюрк выехал из Анкары на экскурсию в деревню Казан (в то время входившую в состав района Кызылджахамам провинции Анкара), в 50 километрах от столицы Анкары. Во время этой экскурсии Ататюрк был представлен Саты Кадын, которая была деревенской старостой Казана. Она была крестьянкой из Центральной Анатолии, которая воевала в течение четырёх лет во время турецкой Войны за независимость. Ататюрк вступил с ней в разговор, после чего он, как сообщалось, проникся симпатией к достижениям и интеллекту Саты Кадын.
По словам Афету Инану, Ататюрк сказал после встречи с ней: «это та женщина, которая может преуспеть в качестве члена парламента». Саты Кадын спонсировалась и поддерживалась в своей успешной предвыборной кампании самим Ататюрком. Впоследствии она сменила своё первое имя на Хаты́ по совету Ататюрка, который в то время интересовался цивилизацией хаттов, и потому что её прежнее имя Саты означало «продажа» или «покупка» по-турецки. Она приняла фамилию Чирпан после того, как закон о фамилиях 1934 года потребовал, чтобы все турецкие граждане имели фамилию.

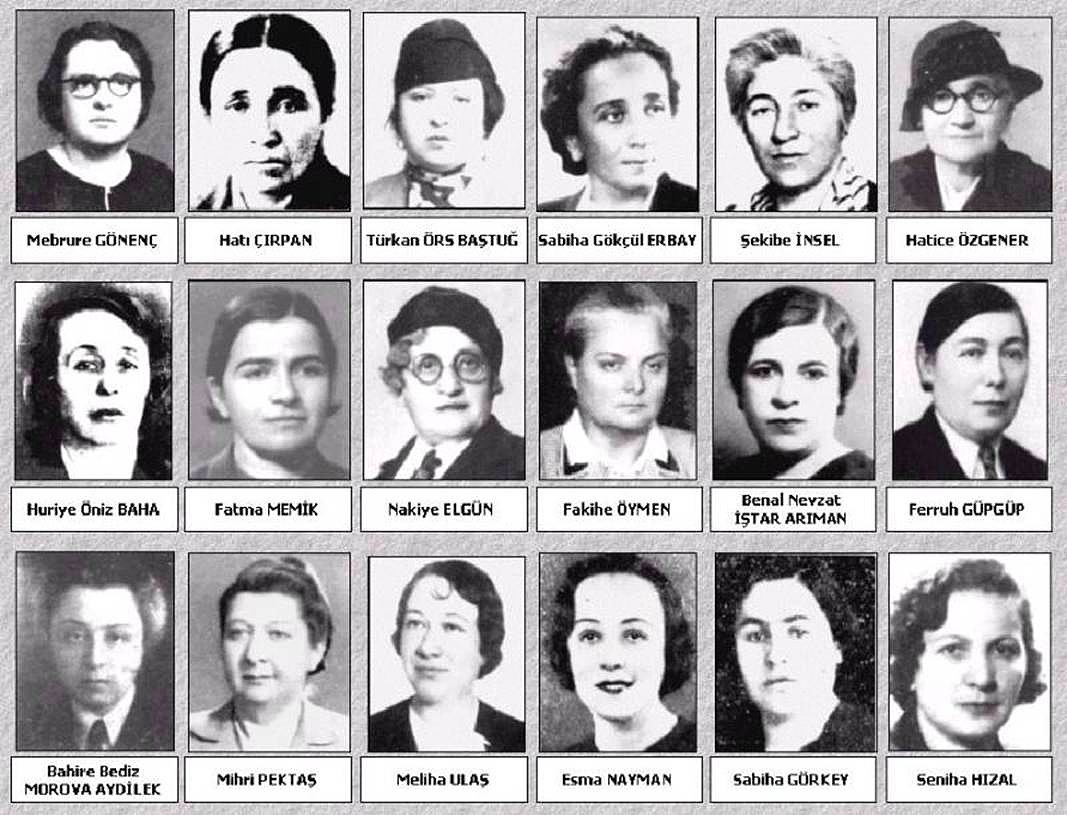
18 женщин-депутатов, избранных в Великое национальное собрание Турции в 1935 году.
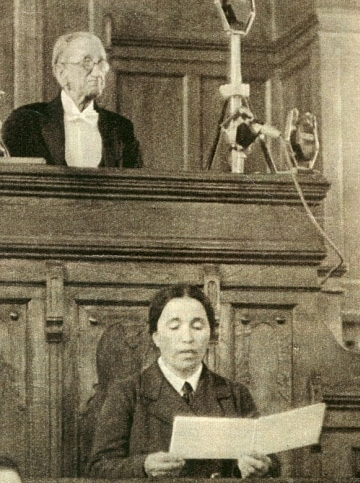
Хаты Чирпан на трибуне Великого Национального собрания Турции.